# Tadelia
Tadelia is een geslacht van wantsen uit de familie van de Tingidae (Netwantsen). Het geslacht werd voor het eerst wetenschappelijk beschreven door Linnavuori in 1977.

## Soorten
Het genus is monotypisch en bevat alleen de volgende soort:

- Tadelia tamarindi Linnavuori, 1977